# Borgbacken
Borgbacken (finska: Linnanmäki) är en nöjespark i stadsdelen Alphyddan i Helsingfors. 
Borgbacken är Finlands äldsta nöjespark och grundades år 1950. Det finns över 40 olika åkattraktioner i nöjesparken och utöver dessa finns det andra nöjen, såsom spelhallar, kiosker, restauranger och en utomhusscen, där olika framträdanden äger rum under sommaren. Den äldsta åkattraktionen i nöjesparken är karusellen från år 1896, medan den populäraste är berg- och dalbanan, som togs i bruk ett år efter att nöjesfältet öppnade, år 1951. 
Borgbacken ägs av Stiftelsen Barnens Dag, som driver flera barnskyddsföreningar. Under 2019 donerade stiftelsen 4,5 miljoner euro och har hittills donerat totalt över 120 miljoner euro till detta ändamål.
Sedan år 1999 har nöjesparken varje år besökts av över en miljon besökare och i augusti 2006 hade totalt 50 miljoner besökare passerat Borgbackens portar. Besökarantalet har stigit kraftigt sedan man slopade inträdesavgiften. Borgbacken är Helsingfors överlägset populäraste turistattraktion med 1 347 000 besökare år 2006.

## Parken
Borgbacken ligger strax norr om Helsingfors centrum. Parken ligger på en kulle med en fin utsikt över staden. Parken känns ganska kompakt och har inget märkbart tema. Förutom själva parken kan gästerna också besöka Sea Life akvarium, som öppnade 2002. Parken är öppen från april till oktober.
Parken nås enkelt från staden med spårvagn nr 3, 8, 9 och buss nr 23.

## Attraktioner
Borgbacken har för närvarande 45 åkattraktioner. Den mest anmärkningsvärda är berg- och dalbanan Vuoristorata, som öppnades 1951. Det är den mest kända symbolen för parken och var en av de första permanenta åkattraktionerna som byggdes i parken. Den äldsta åkattraktionen i Borgbacken är Karuselli (en karusell), byggd 1896. 
Borgbacken har åtta berg- och dalbanor. 
Inträde till parken är gratis. 

### Nuvarande åkattraktioner

#### Berg- och dalbanor
| Namn         | Tillverkare | Typ                      | Öppnad | Kommentar |
| ------------ | ----------- | ------------------------ | ------ | --- |
| Linnunrata   | Zierer      | Berg- och dalbana i stål | 2000   | Byggd i ett tidigare vattentorn. Tidigare känd som Space Express (2000-2003). För säsongen 2016 lades VR-glasögon till för att förbättra upplevelsen.                                                                       |
| Salama       | Maurer AG   | Berg- och dalbana i stål | 2008   | |
| Ukko         | Maurer AG   | Berg- och dalbana i stål | 2011   | För närvarande den näst högsta och snabbaste berg- och dalbanan i Finland. |
| Pikajuna     | Mack Rides  | Driven berg- och dalbana | 1990   | Tidigare känd som City Express (1990-2003) |
| Tulireki     | Mack Rides  | Berg- och dalbana i stål | 2004   | Första och enda fungerande E-Motion Coaster-modellen. |
| Kirnu        | Intamin     | Berg- och dalbana i stål | 2007   | Första 4D berg- och dalbanan i Europa. |
| Taiga        | Intamin     | Berg- och dalbana i stål | 2019   | Är Finlands högsta (52 m), snabbaste (106 km/h) och längsta (1104 m) berg- och dalbanan. Taiga har två linjärmotorer, en korkskruv och fyra inversioner. Spåret ligger mestadels i det område där Vonkaputous en gång stod. |
| Vuoristorata |             | Berg- och dalbana i trä  | 1951   | Fick ACE:s "Coaster Classic"-pris 2001. |

#### Stora åkattraktioner
| Namn                | Tillverkare            | Öppnad                    | Kommentar |
| ------------------- | ---------------------- | ------------------------- | --- |
| Autorata            | Gebrüder IHLE Bruschal | 1964 (förnyad 1981, 2007) | Radiobilar, som ligger under pariserhjulet, flyttades till nuvarande plats 2007. Nuvarande bilar installerade 1981. |
| Hurjakuru           | Intamin                | 1998                      | Banan är 370 meter lång, har en 50 meter lång tunnel och två vattenfall.                                            |
| Kahvikuppikaruselli | Mack Rides             | 2002                      | Tekoppskarusell. |
| Kehrä               | Emiliana Luna Park     | 2009                      | Första Enterprise tillverkat i Italien                                                                              |
| Kieputin            | HUSS Park Attractions  | 1994                      | Ommålad för säsongen 2009. Tidigare känd som Top Spin (1994-2003).                                                  |
| Kingi               | Moser Rides            | 2014                      | 75 meter högt fritt falltorn, Finlands högsta nöjesattraktion.                                                      |
| Magia               | Technical Park         | 2017                      | |
| Maisemajuna         | Gebrüder IHLE Bruschal | 1979                      | Monorail-tåg som cirkulerar parken. Tidigare känd som Monorail (1979-2003).                                         |
| Mustekala           | Schwarzkopf            | 1985                      | Flyttad till nuvarande plats 2010. Tidigare känd som Polyp (1985-2003).                                             |
| Panoraama           | Intamin                | 1987                      | 53 meter högt roterande observationstorn.                                                                           |
| Raketti             | S&S Power              | 1999                      | 60 meter högt tryckluftdrivet lanseringstorn. Tidigare känd som Space Shot (1999-2003).                             |
| Rinkeli             | Technical Park         | 2006                      | Pariserhjul 32 meter i diameter, ersatte det gamla pariserhjulet från 1964.                                         |
| Viikinkilaiva       | Zierer                 | 1981                      | Flyttad till nuvarande plats 2002. Tidigare känd som Viking (1981-2003).                                            |

#### Familjeattraktioner
| Namn                   | Tillverkare            | Öppnad                                                  | Kommentar |
| ---------------------- | ---------------------- | ------------------------------------------------------- | --- |
| Hepparata              | Gebrüder IHLE Bruschal | 1982                                                    | Flyttad till nuvarande plats 1998. |
| HipHop                 | Moser Rides            | 2000                                                    | Flyttad till nuvarande plats 2004. |
| Hypytin                | Zamperla               | 2009                                                    | |
| Karuselli              |                        | 1954                                                    | Karusell byggd i Tyskland 1896. |
| Ketjukaruselli         |                        | 1977                                                    | Slänggunga, flyttad till nuvarande plats 1998. |
| Kyöpelinvuoren hotelli | Gosetto                | 1950 (förnyad 1960, 1973, 1978, 1986, 2000, 2006, 2013) | Spöktåg, producerat av Farmer Attractions Development. Den nuvarande versionen öppnade 2013 och ersatte Schwarzkopf version från 1973. Spöktåget har funnits i parken sedan 1950, tidigare känd som Kummitusjuna (1950-1972, 1978-1985, 2006-2012). |
| Lohikäärme             | Zierer                 | 1998                                                    | Orientalisk temakarusell. Tidigare känd som Dragon (1998-2003). |
| Pellen talo            | Gosetto                | 2018                                                    | |
| Poppis                 | Gosetto                | 2016                                                    | |
| Propelli               | Zamperla               | 2016                                                    | |
| Taikasirkus            | WGH Ltd                | 2005                                                    | Producerad av Rex Studios i Storbritannien. Den ersatte Around the World, producerad av APW Group 1987, och använder samma spår och bilar idag. |

#### Småbarnsattraktioner
| Namn             | Tillverkare          | Öppnad                    | Kommentar |
| ---------------- | -------------------- | ------------------------- | --- |
| Helikopteri      | BN Performance Rides | 2006                      | |
| Kuuputin         | Manorplan Leisure    | 2003                      | Liten karusell med måntema. |
| Merirosvolaiva   | Modern Products      | 1988                      | Tidigare känd som Pirate (1988-2003). |
| Muksupuksu       | Zamperla             | 1967 (förnyad 1997, 2007) | Nuvarande tåg installerades 2007. Stationen förnyades 2007. Originalspår av Paul Scwingel från 1967. Tidigare känd som Pienoisrautatie (1967-2003). |
| Pienoiskaruselli | Claudio Sartori      | 1966                      | Liten karusell med biltema. |
| Pilotti          | Technical Park       | 2010                      | |
| Rekkaralli       | Zamperla             | 1995                      | |
| Rumpukaruselli   | SBF Rides            | 1991                      | Liten karusell med musiktema. |
| Vankkuripyörä    | Zamperla             | 1996                      | Litet pariserhjul med västerländskt tema. Tidigare känd som High Chaparral (1996-2003).                                                             |

#### Attraktioner
| Namn      | Tillverkare  | Öppnad              | Kommentar |
| --------- | ------------ | ------------------- | --- |
| Cinema    | Simex-Iwerks | 1996 (förnyad 2005) | 4D virtual reality-biograf, nuvarande system installerat 2005. Original teaterbyggnad från 1996. Filmen ändras vartannat år. Tidigare känd som Virtuaaliteatteri (1996-2001), Lintsi-Keno (2002-2006) och Kino (2007-2015). |
| Kammokuja | Rex Studios  | 2003                | |

### Borttagna åkattraktioner och attraktioner
| Namn             | Tillverkare             | Öppnad | Stängd | Kommentar |
| ---------------- | ----------------------- | ------ | ------ | --- |
| Apollo           | Claudio Sartori         | 1986   | 1997   | Liten karusell. Ersatt av Pallokaruselli. Omlokaliseringar: Tykkimäkki (1998-2011), Wasalandia (2012-2016).                                  |
| Around the World | WGH Ltd                 | 1997   | 2004   | Även känd som Nukketalo (2004). Producerad av APW Group i Storbritannien. Den ersattes av Taikasirkus, som använder samma byggnad och bilar. |
| Autorata         | Gebrüder IHLE Bruschal  | 1950   | 1963   | Även känd som Radioautorata. Ersatt av nuvarande Autorata.                                                                                   |
| Breakdance       | HUSS Maschinenfabrik    | 1988   | 2001   | Ersatt av Mustekala (Polyp). Flyttad till ett resande tivoli i Tyskland.                                                                     |
| Calypso          | Schwarzkopf             | 1967   | 1974   | Ersatt av Enterprise. Omlokaliseringar: Särkänniemi (1975-1984), Tykkimäkki (1986-).                                                         |
| Cortina Jet      | Schwarzkopf             | 1970   | 1987   | Ersatt av Breakdance. Flyttad till Tykkimäkki (1988-2006).                                                                                   |
| Enterprise       | Schwarzkopf             | 1975   | 1998   | Ersatt av Space Shot (Raketti). Flyttad till Tykkimäkki (1999-2017).                                                                         |
| Flying Coaster   | Eyerly Aircraft Company | 1969   | 1969   | Ersatt av Cortina Jet. Denna åkattraktion hyrdes från Gröna Lund för att fungera under en säsong.                                            |
| Formularata      |                         | 1968   | 1995   | |
| Helsinki-pyörä   |                         | 1964   | 2005   | Pariserhjul, tidigare känt som Boston-pyörä (1964-1972).                                                                                     |
| Hully Gully      | Mack Rides              | 1972   | 1972   | |
| Hully Gully      | Claudio Sartori         | 1984   | 1985   | Liten karusell. Ersatt av Apollo. |
| Hurlumhei        |                         | 1952   | 1959   | Föregångaren till Vekkula. |

## Övrigt
- Namnet Borgbacken kommer från det runda vattentornet av tegel som finns på Borgbacken. Redan innan Borgbacken fanns kallades berget Vattenborgbacken. Det finns flera andra ställen i Finland som heter Borgbacken eller Linnanmäki. Då handlar det ofta om fornborgar.

- Rockbandet The Rasmus spelade in två av deras låtar live från Borgbacken som finns med som b-sidor på singeln Ice från 1998.